# Szabany (obwód grodzieński)
Szabany (biał. Шабаны, ros. Шабаны) – wieś na Białorusi, w obwodzie grodzieńskim, w rejonie grodzieńskim, w sielsowiecie Hoża, nad Niemnem, który stanowi tu granicę państwową z Litwą.

## Historia
Dawniej w województwie trockim Rzeczypospolitej Obojga Narodów. W czasach zaborów w granicach Imperium Rosyjskiego, w guberni grodzieńskiej. W dwudziestoleciu międzywojennym wieś leżała w Polsce, w województwie białostockim, w powiecie grodzieńskim, w gminie Porzecze, przy granicy z Litwą.
Według Powszechnego Spisu Ludności z 1921 roku zamieszkiwało tu 119 osób, wszystkie były wyznania rzymskokatolickiego. Jednocześnie 112 mieszkańców zadeklarowało polską przynależność narodową a 7 białoruską. Było tu 20 budynków mieszkalnych.
Miejscowość należała do parafii rzymskokatolickiej w Przewałce. Podlegała pod Sąd Grodzki w Druskiennikach i Okręgowy w Grodnie; właściwy urząd pocztowy mieścił się w Porzeczu.
W wyniku napaści ZSRR na Polskę we wrześniu 1939 miejscowość znalazła się pod okupacją sowiecką. 2 listopada została włączona do Białoruskiej SRR. 4 grudnia 1939 włączona do nowo utworzonego obwodu białostockiego. Od czerwca 1941 roku pod okupacją niemiecką. 22 lipca 1941 r. włączona w skład okręgu białostockiego III Rzeszy. W 1944 miejscowość została ponownie zajęta przez wojska sowieckie i włączona do obwodu grodzieńskiego Białoruskiej SRR.
Od 1991 w strukturach administracyjnych Białorusi.